# Zachary Bell
Zachary Michael „Zach“ Bell (* 14. November 1982) ist ein kanadischer Sportlicher Leiter und ehemaliger Radrennfahrer, der Rennen auf Bahn und Straße bestritt.

## Sportliche Karriere
2008 gewann Zack Bell eine Etappe der Vuelta a El Salvador. Im Jahr darauf wurde zweifacher Panamerikameister, im Omnium und mit Svein Tuft im Zweier-Mannschaftsfahren. Beim Lauf des Bahn-Weltcups in Cali gewann er den Scratch-Wettbewerb. 2010 errang er bei den Commonwealth Games Bronze in derselben Disziplin. In der Saison 2010/11 entschied er Gesamtwertung im Omnium des Bahnrad-Weltcups für sich.
2008 sowie 2012 startete Bell in Bahn-Disziplinen bei Olympischen Spielen. 2008 in Peking belegte er Platz sieben im Punktefahren und gemeinsam mit Martin Gilbert Platz zwölf im Zweier-Mannschaftsfahren, vier Jahre später wurde er Achter im Omnium.
Bei den UCI-Bahn-Weltmeisterschaften 2012 in Melbourne wurde Bell Vize-Weltmeister im Omnium, im Jahr darauf kanadischer Straßenmeister.
Ende 2015 beendete Zach Bell seine aktive Radsportlaufbahn und wurde Sportdirektor des Frauen-Radsportteams von Optum, seit 2016 Rally Cycling.

## Erfolge

### Straße
2007
- eine Etappe Vuelta a El Salvador
- Tour de Delta

2008
- Tour de Delta

2009
- Bank of America Wilmington Grand Prix
- Fitchburg Longsjo Classic

2013
- eine Etappe Tour de Taiwan
- eine Etappe Tour de Korea
- Kanadischer Meister – Straßenrennen

2014
- Bucks County Classic

### Bahn
2008
- Panamerikanischer Meister – Omnium, Zweier-Mannschaftsfahren (mit Svein Tuft)
- Kanadischer Meister – Zweier-Mannschaftsfahren (mit Svein Tuft)
- Weltcup in Cali – Scratch

2010
- Commonwealth Games – Scratch

2011
- Gesamtwertung Omnium Bahnrad-Weltcup 2010/11

2012
- Weltmeisterschaft – Omnium

## Teams
- 2005 Jet Fuel Coffee-Sympatico
- 2006 Rite Aid Pro Cycling
- 2007 Symmetrics Cycling Team
- 2008 Symmetrics Cycling Team
- 2009 Kelly Benefit Strategies
- 2010 Kelly Benefit Strategies
- 2011 Team SpiderTech-C10
- 2012 SpiderTech-C10
- 2013 Champion System
- 2014 Team SmartStop-Mountain Khakis